# Усипальня шаха Рух-е-Алам

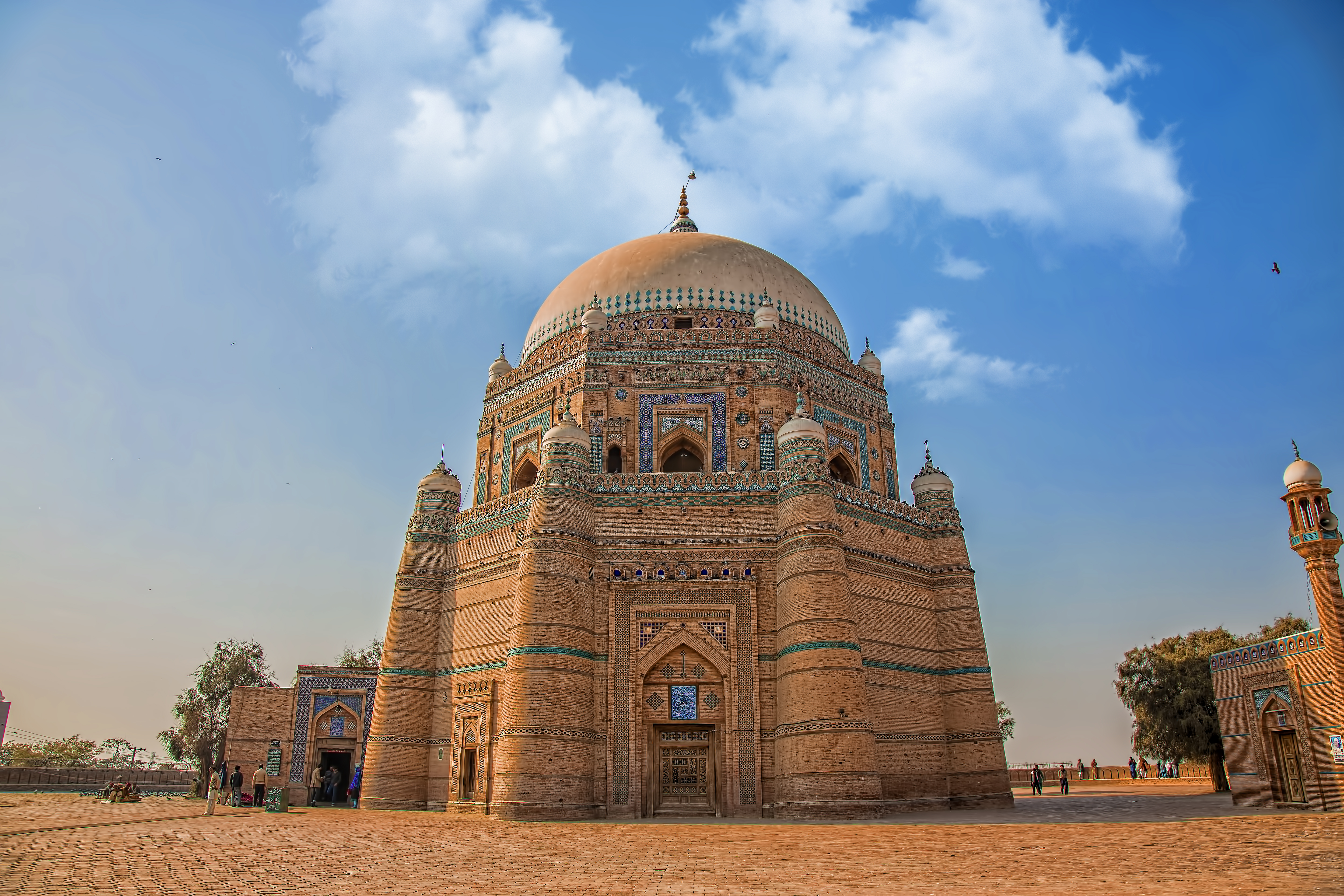
Усипальня

Гробниця Шаха Рукн-е-Алама (пенджабі, урду: مقبرۂ شاہ رکن عالم) — гробниця Шаха Рукн-е-Алама, розташована в місті Мултан, Пенджаб, Пакистан, є мавзолеєм суфійського святого XIV століття Шаха Рукн-е-Алама. Це святилище вважається найдавнішим зразком архітектури династії Туґлук і є одним із найвражаючих мавзолеїв на Індійському субконтиненті. Щороку святиня приваблює понад 100 000 паломників під час урсу — фестивалю, що вшановує річницю його смерті.

## Розташування
Гробниця знаходиться в стародавньому місті Мултан у центральній частині Пакистану. Вона розташована на північно-західному краю форту Мултан.

## Історія
Гробниця була збудована між 1320 і 1324 роками н. е. за наказом Гіяс ад-Діна Туґлука у передмогольському архітектурному стилі. Вона вважається найдавнішим прикладом архітектури Туґлук і передує подібним спорудам у Делі.
Мавзолей було зведено, коли Гіяс ад-Дін Туґлук обіймав посаду губернатора Діпалпура, і, ймовірно, спочатку мав служити його власним похованням. Шаха Рукн-е-Алама спочатку поховали в мавзолеї Бахауддіна Закарії, але згодом, у 1330 році, його останки перенесли до цієї святині. Будівлю передав нащадкам святого Мухаммад бін Туґлук.

## Планування
План мавзолею типовий для гробниць суфійського ордену Сухравардія: три входи, міхраб, що виходить на захід, та головний вхід на південній осі, який спочатку мав невеликий передпокій. Згодом головний вхід перенесли на схід, щоб вирівняти осі святині з напрямком на Мекку відповідно до ортодоксальних ісламських тлумачень.

## Архітектура
Мавзолей має контрфорси на кожному з восьми кутів і включає елементи військової архітектури Туґлуків. Це святилище є вершиною розвитку мултанської поховальної архітектури, що почалася зі святині Халіда Валіда поблизу Кабірвали.
Мавзолей є триступеневою спорудою. Хоча другий восьмикутний ярус типовий для Мултана, перший восьмикутний ярус відрізняється від сусіднього мавзолею Бахауддіна Закарії та інших ранніх святинь, які мають квадратну основу.
Перший ярус має діаметр 15 метрів і стіни завтовшки 4 фути. Його зовнішній вигляд прикрашений дерев'яними балками, що створюють візуальний розрив у кладці цегли.
У кожному з восьми кутів першого ярусу розташовані мініатюрні вежі у вигляді мінаретів, які поступово звужуються догори.
На першому ярусі розташований другий восьмикутний рівень із малими куполами у кожному з восьми кутів будівлі.
Третій рівень утворює головний купол діаметром 15 метрів.
Загальна висота споруди — 35 метрів, а стіни мають нахил.
Купол увінчаний декоративним елементом, схожим на амалаку, що характерний для індуїстських храмів.

### Декоративні елементи
Мавзолей повністю побудований з червоної цегли, скріпленої балками з дерева шишам, яке з часом почорніло. Зовнішнє оздоблення включає різьблені дерев'яні панелі, орнаментовану цеглу, декоративні карнизи та зубці.
Контрфорси, вежі та зубчасті стіни відображають вплив військової архітектури династії Туґлук навіть на немілітарні будівлі.
Декор також включає традиційну регіональну керамічну мозаїку з флористичними, арабесковими та геометричними візерунками, виконану у темно-синіх, блакитних і білих відтінках, що контрастують із глибоким червоним кольором відполірованої цегли.